# Жан Антоан Удон
Жан Антоан Удон (фр. Jean-Antoine Houdon; Версај, 25. март 1741 — Париз, 15. јул 1828) је био француски вајар стила класицизма. Његова најпознатија дела су портретне скулптуре које се одликују животношћу и карактеризацијом. 

## Ране године
Жан Антоан Удон рођен је 1741. године у Версају крај Париза. Почео је да вежба као вајар већ од девете године. Учио се на Краљевској академији сликарства и скулптуре под патронатом Рене Мишел Слодца. Године 1761. освојио је Римску награду, и током боравка у Риму (1764-68) прочуо се својим радовима, нарочито анатомским моделом стојећег мушкарца „Екорше“ (фр. Ecorché). Велика дела уметности са којима се сусрео у Риму нису променила његов лични стил, већ су му само помогла да га усаврши. 
Две године по повратку у Париз, 1770, изложио је митолошку скулптуру „Морфеј“, која му је касније обезбедила чланство у Краљевској академији. Међутим, његов главни опус, као и извор прихода, било је портретно вајарство. Између осталих, његови модели су били Дени Дидро, руска царица Катарина II Велика, Бенџамин Френклин.

## Најважнија дела
Познато Удоново дело била је серија скулптура филозофа Волтера. Израдио је четири његове бисте, као и скулптуру у седећој пози која се данас налази у театру Комеди франсез. Студије за ове радове израдио је 1778, кратко пре смрти славног филозофа. Исте године, узео је отисак посмртне маске Жан Жак Русоа по којој је израдио његову бронзану портретну бисту. Године 1785. путовао је у САД да изради нацрте за статуу Џорџу Вашингтону. Статуу је завршио 1788, и она се данас налази у државном капитолу Вирџиније. 
Удон је моделовао своје скулптуре у глини, а разрађивао у мермеру, бронзи, теракоти или гипсу. је вешт са свим овим материјалима, а првенствено је познат по мермерним скулптурама. Некад је све радио сам, а некад би само дорадио модел својих асистената. Није до краја дотеривао обрађене површине, јер је сматрао да осећај свежине изведбе доприноси непосредности приказа скулптуре. Критичари уметности су му дали надимак „Скулптор светла“. По неким карактеристикама његово дело има одлике рококоа, а по другима раног романтизма. 
Најпознатије Удоново дело митолошке тематике је статуа Дијане из 1777. На салону 1791. изложио је бисте маркиза Лафајета, Бенџамина Френклина, војводе Мирабоа и других. Био је у врху популарности и током година Француске револуције и Наполеонове владавине. После 1815, није више био тражен и сматрало се да га је време прегазило. Умро је 1828. у Паризу.